# Ню Андромеды
Ню Андромеды (лат. ν Andromedae), 35 Андромеды (лат. 35 Andromedae), HD 4727 — двойная звезда в созвездии Андромеды. Система имеет видимую звёздную величину в +4,5, которая является достаточно яркой, чтобы быть видимой невооружённым глазом. Она находится приблизительно в 620 световых годах от Земли. На угловом расстоянии чуть более 1 градуса к западу от этой звезды видна Галактика Андромеды.

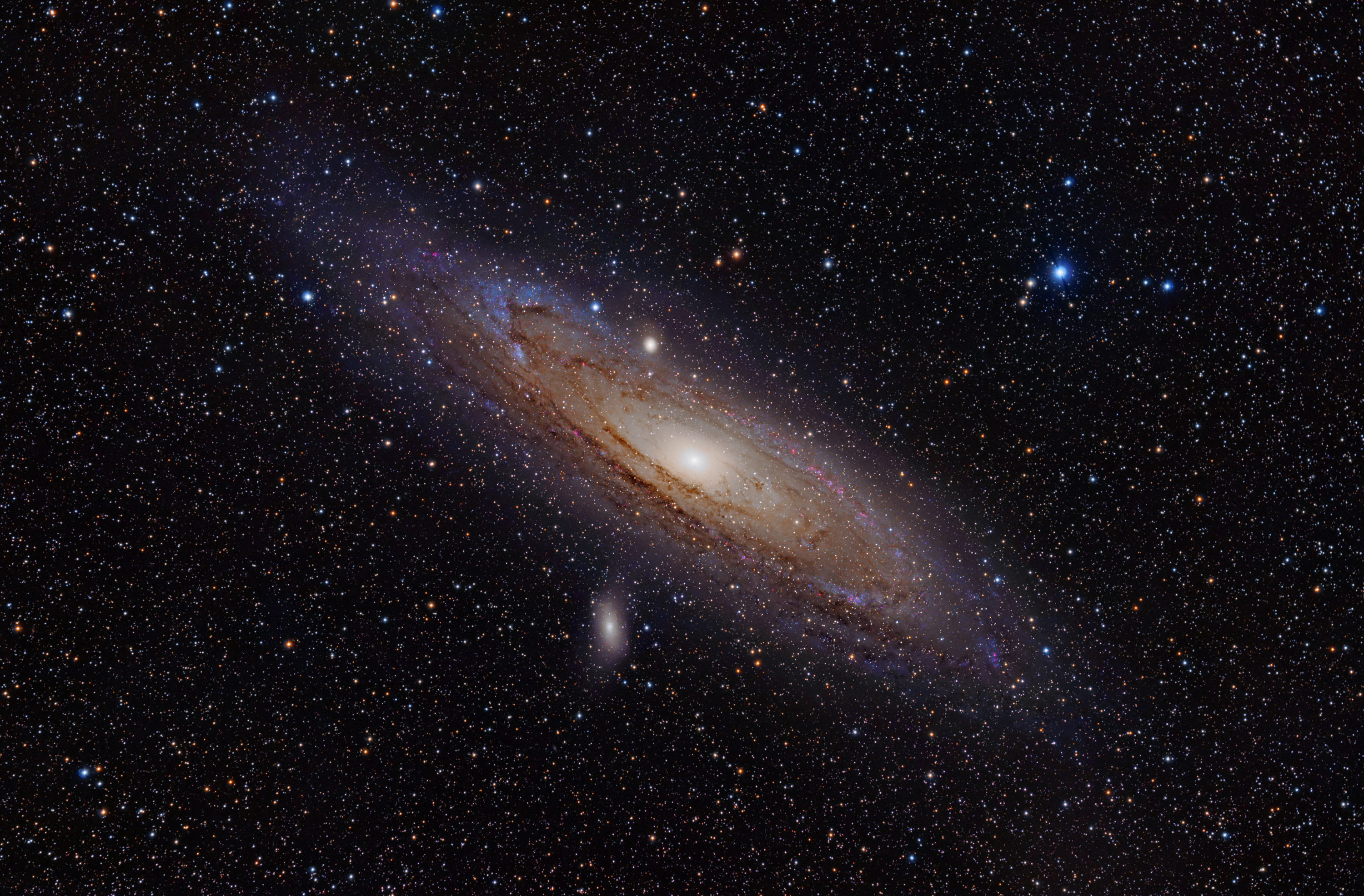
Ню Андромеды — заметная голубая звезда в правом верхнем углу. В центре — Галактика Андромеды.

Ню Андромеды является системой с двойной звездой с почти круговой орбитой с периодом 4,2828 дней. Главной является звезда главной последовательности со спектральным классом В5V. Более слабая также находится на главной последовательности и имеет класс F8V. Возраст пары — около 63 миллионов лет.

## Именование
По-китайски звезда называется 奎宿 (Kuí Sù), что означает Ноги, и относится к астеризму, состоящему из ν Андромеды, η Андромеды, 65 Piscium, Андромеды ζ, ε Андромеды, δ Андромеды, π Андромеды, μ Андромеды, β Андромеды, Piscium σ, τ Piscium, 91 Piscium, υ Piscium, Piscium φ, χ Piscium и ψ1 Piscium.А ν Андромеды сам известен как 奎宿七 (Kuí Sù qī, англ. the Seventh Star of Legsthe Seventh Star of Legs.).